# Odontozona spongicola
Odontozona spongicola is een tienpotigensoort uit de familie van de Stenopodidae. De wetenschappelijke naam van de soort is voor het eerst geldig gepubliceerd in 1899 door Alcock & Anderson als Richardina spongicola.